# Джоан Джетт
Джоан Джетт (англ. Joan Jett; при народженні Джоан Марі Ларкін (англ. Joan Marie Larkin), нар. 22 вересня 1958, Лос-Анджелес, Каліфорнія, США) — американська рок-співачка, гітаристка, авторка пісень, продюсерка і акторка. Найбільш відома як фронтвумен гурту Joan Jett & the Blackhearts, а також виступами з Runaways. З Blackhearts Джетт відома виконанням пісні I Love Rock 'n Roll, яка займала перше місце у Billboard Hot 100 протягом 7 тижнів у 1982 році. Також відзначилась знаковими творами Bad Reputation, Light of Day, I Hate Myself for Loving You і каверами на Crimson and Clover, Do You Wanna Touch Me (Oh Yeah) і Dirt Deeds.
Співає у жіночому діапазоні мецо-сопрано. Три її альбоми досягали статусу платинового або золотого. Joan Jett & the Blackhearts були включені до Зали слави рок-н-ролу в 2015 році. Преса називала Джетт хрещеною матір'ю панку та королевою рок-н-ролу.

## Ранні роки
Джоан Марі Ларкін народилася 22 вересня 1958 року в родині Джеймса та Дороті Ларкін у Вінневуді, штат Пенсільванія, передмісті Філадельфії (деякі джерела невірно вказують дату її народження як 22 вересня 1960). Старша з трьох дітей. Її батько був страховим агентом, а мати секретаркою. Родина сповідувала протестантизм, відвідувала церкву та недільну школу, але не була суворою у своїх релігійних переконаннях. У 1967 вона разом із сім'єю переїхала до Роквілла, штат Меріленд, де відвідувала середню школу Рендолфа та середню школу Вітон. Свою першу гітару Джетт отримала в 13 років. Вона брала уроки гри на гітарі, та незабаром кинула, оскільки вчитель намагався навчити її народних пісень. Згодом її родина переїхала до Вест-Ковіни, штат Каліфорнія, в окрузі Лос-Анджелес, де вона продовжила цікавитись музикою. Невдовзі після переїзду її батьки розлучилися, і вона змінила ім'я на Джоан Джетт, оскільки вважала, що це звучання більше нагадує рок-зірку, ніж ім'я, дане їй при народженні. Довгий час вона розповідала людям, що «Джетт» це дошлюбне прізвище її матері, але зрештою повідомила, що це неправда.
У Лос-Анджелесі улюбленим нічним місцем Джетт була англійська дискотека Родні Бінгенхаймера, місце, в якому часто звучав глем-рок, яким вона захоплювалась.

## Кар'єра

### The Runaways
У 16 років Джетт разом із барабанщиком Сенді Вестом заснувала гурт The Runaways. Після короткого періоду гурту з Мікі Стілом, який співав і грав на бас-гітарі, до гурту приєдналися Джекі Фокс, Літа Форд і Чері Каррі, і так організувався класичний склад. У той час Керрі був фронтменом гурту, Джетт була на вокалі, грала партії ритм-гітари та писала або була співавторкою деяких матеріалів гурту разом з Фордом, Вестом і Керрі. У цьому складі The Runaways випустили 3 альбоми.
Гурт гастролював усім світом і був на розігріві у таких гуртів як Cheap Trick, Ramones, Van Halen і Tom Petty and the Heartbreakers. Їх виступи мали успіх за кордоном, зокрема в Японії. Під час туру по Англії з Runaways у 1976 році Джетт вперше почула пісню I Love Rock 'n' Roll, оригінал якої належить гурту Arrows.
Успіх Runaways в Європі, Азії, Австралії, Канаді та Південній Америці не допоміг їм здобути таку ж популярність у США. Після того, як Каррі залишила гурт, вони випустили ще два альбоми з Джетт як фронтвумен: Waitin' for the Night і And Now... The Runaways. Загалом вони випустили п'ять альбомів з 1975 року до розпаду навесні 1979.
У 2010 році про однойменний гурт вийшов фільм «Втікачі», головні ролі у якому виконали Крістен Стюарт у ролі Джоан Джетт та Дакота Фаннінг у ролі Каррі.

### Сольна кар'єра
У 1979 році Джоан Джетт перебувала в Англії, продовжуючи розвивати сольну кар'єру. Там вона записала три пісні з Полом Куком і Стівом Джонсом із Sex Pistols, одна з яких була ранньою версією пісні Arrows "I Love Rock 'n' Roll". Ця версія з'являється на збірному альбомі Flashback 1993 року. В тому ж році вона повернулася до Лос-Анджелеса, де виконувала зобов'язання по завершенню фільму про The Runaways, який частково базувався на історії гурту під назвою We're All Crazee Now! Три акторки замінили вибулих учасниць гурту, в тому числі Рейнбо Сміт, який також був рок-барабанщиком. Працюючи над проектом, Джетт познайомилася з автором пісень і продюсером Кенні Лагуною, якого її менеджер Тобі Маміс запросив допомогти написати кілька треків для фільму. Вони подружилися та вирішили працювати разом, і Джетт переїхала на Лонг-Біч, де базувався Лагуна. Джетт захворіла, тому проєкт припинили на півдорозі, але в 1984 році, коли вона здобула славу, продюсери шукали спосіб використати кадри з неповного фільму. Частина оригінальних кадрів за участі Джетт зрештою були використані в іншому проєкті, підпільному фільмі під назвою Du-beat-eo, який так і не був випущений в комерційний прокат.
Джетт і Лагуна завітали до Ramport Studios гурту the Who, і згодом Ariola Records випустила у Європі сольний альбом 17 травня 1980 року. У США, натомість, альбом був відхилений 23 великими лейблами, після чого Джетт і Лагуна випустили його на власному незалежному лейблі Blackheart Records, який вони заснували на відкладені гроші дочки Лагуни. Лагуна згадує: «Ми не змогли придумати нічого краще, ніж друкувати наші записи самостійно».

### Joan Jett and the Blackhearts

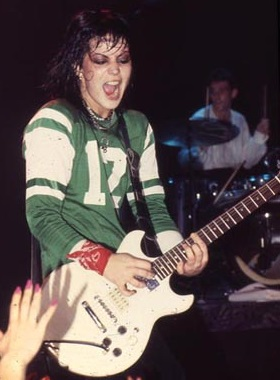
Джетт виступає наживо з Gibson Melody Maker у Норвегії, 1980-ті

За допомогою Лагуни Джетт зібрала Blackhearts. Лагуна розповідав: «Я сказав Джоан забути про гурт й жити на аванс. Цього було достатньо для неї, але недостатньо, щоб зібрати гурт. Вона сказала, що має його зібрати. І донині я вірю, що це були Blackhearts, та концепція, яку створила Джоан Джетт». Вона розмістила оголошення в LA Weekly про те, що «шукає трьох хороших чоловіків». Джон Доу з X прослуховувався на бас-гітариста в студії SIR у Лос-Анджелесі. Він згадав місцевого басиста Гарі Раяна. Раян (при народженні Гері Мосс) взяв своє сценічне ім'я після приєднання до Blackhearts у 1979 році, частково щоб приховати, що йому на той час було лише 15 років. Раян був частиною панк-сцени Лос-Анджелеса і грав на бас-гітарі з місцевими артистами Топ Джиммі та Ріком Л. Ріком. Він роками був фанатом Runaways і Джоан Джетт. Вона упізнала його на прослуховуванні, і його прийняли. Раян, у свою чергу, порекомендував гітариста Еріка Амбела, який на той час також був частиною гурту Rik L. Rik. Останнім учасником оригінального складу Blackhearts став барабанщик Денні «Лютий» О'Браєн, що колись грав у гурті «Месники» з Сан-Франциско. Цим складом вони відіграли кілька концертів у Golden Bear, у Гантінґтон-Біч, Каліфорнія, та Whisky a Go Go у Голлівуді, перш ніж розпочати свій перший європейський тур, який складався з великого туру Нідерландами та кількох концертів в Англії, у тому числі в Лондоні.
О'Браєн був звільнений наприкінці туру, а після повернення до США Джетт, Раян і Амбел переїхали до Лонг-Біч. Було організовано нове прослуховування, за результатами якого новим барабанщиком став Лі Крістал, колишній учасник Boyfriends і Sylvain Sylvain. Потім гурт гастролював США, повільно нарощуючи фанатську базу, намагаючись при цьому залишатись на плаву фінансово. Протягом 1980 року гурт продовжував гастролювати виключно завдяки тому, що Лагуна залучав сторонні проєкти. Джетт і Лагуна використовували особисті заощадження, щоб надрукувати копії альбому Джоан Джетт і встановили власну систему дистрибуції, інколи продаючи альбоми з багажника кадилака Лагуни наприкінці концертів. Лагуна не зміг підняти попит на альбом. Зрештою, старий друг і засновник Casablanca Records, Ніл Богарт, створив спільне підприємство з Лагуною і підписав Джетт на його новий лейбл Boardwalk Records і перевидав альбом Джоан Джетт під назвою Bad Reputation.
Весняний концерт 1981 року в Palladium у Нью-Йорку став переломним. Описаний музичними журналістами як виступ, що визначив кар'єру, і допоміг зібрати фанбазу у Нью-Йорку для Джоан Джетт і Blackhearts. Після року гастролей і записів Blackhearts записали для новий альбом під назвою I Love Rock 'n Roll. Під час запису Амбела замінив місцевий гітарист Рікі Берд. Берд згадував в інтерв'ю Guitarhoo!: «Одного разу я пішов у студію, щоб трохи поджемити з Джетт, і все пішло». Першим синглом з альбому стала заголовна пісня "I Love Rock 'n' Roll", яка в першій половині 1982 займала перше місце у Billboard Hot 100 протягом 7 тижнів поспіль. Ця пісня у чартах Billboard стоїть під № 56 усіх часів, а у 2016 році була включена до Зали слави Греммі.
Джетт випустила «Альбом» у 1983 році і «Glorious Results of a Missfant Youth» у 1984. Далі була компіляція 40 найкращих хітів, а також успішні тури з Police, Queen і Aerosmith. Вони були одним з перших англомовних рок-гуртів, які з'явилися в Панамі та Домініканській Республіці. За словами Джетт і Лагуни, під час їхнього візиту до Панами стався бунт, і Мануель Норьєга попросив Джетт провести ніч з ним у президентському палаці.
Отримавши власний новорічний випуск MTV, Джетт обійшла інших претендентів на участь у фільмі «Світло дня» з Майклом Дж. Фоксом. Брюс Спрінгстін написав пісню "Light of Day" спеціально для фільму, і її виконання отримало схвальні відгуки критики. Приблизно в цей час Раян і Крістал покинули Blackhearts. Незабаром їх замінили Томмі Прайс і Касім Султон. Того ж року Джетт випустила Good Music, у якому виступили Beach Boys, Sugarhill Gang і співачка Дарлен Лав.
Joan Jett and the Blackhearts стали першим рок-гуртом, який дав серію шоу в театрі Lunt–Fontanne на Бродвеї, побивши тогочасний рекорд за найшвидшим продажем квитків. Її наступний реліз, Up Your Alley, став мультиплатиновим. Цей альбом містить сингл «I Hate Myself for Loving You», який посів 8 місце в чарті Billboard Hot 100 і використовувався як пісня для недільних футбольних ігор NFL в Америці (зі зміненим текстом) протягом сезонів 2006—2007. Після цього вийшов альбом The Hit List, який був збіркою каверів. У цей час Джетт також стала співавторкою пісні "House of Fire", яка з'явилася в альбомі Еліса Купера «Trash» 1989 року.
У 1990 році гурт написав пісню «Long Live the Night», що яка була частиною саундтреку до Days of Thunder's. Написана була Джоан Джетт у співавторстві з Ренді Канторм і Майклом Карузо.
Реліз 1991 року із назвою Notorious, у якому брали участь Пол Вестерберг та колишній бас-гітарист Біллі Айдола Філ Фейт, був останнім у співпраці з Sony / CBS, перед тим як Джетт почала працювати з Warner Bros. CD сингл «Let's Do It» за участі Джетт та Вестерберга також був випущений у цей час і з'явився у титрах до фільму «Танкістка». У 1993 році Джетт і Лагуна випустили Flashback, компіляцію різних пісень на власному Blackheart Records.
Джоан Джетт продюсувала кілька гуртів до того, як дебютувала продюсеркою, а її лейбл Blackheart Records випустив записи різних виконавців, таких як треш-метал гурт Metal Church і репер Big Daddy Kane.
Преса називала Джетт "хрещеною матір'ю панку". У 1994 році Blackhearts випустили альбом Pure and Simple, на якому були треки, написані Кет Б'єланд із Babes in Toyland, Донітою Спаркс із L7 та Кетлін Ханною з Bikini Kill. Джетт також називають королевою рок-н-ролу.

### Постійна робота

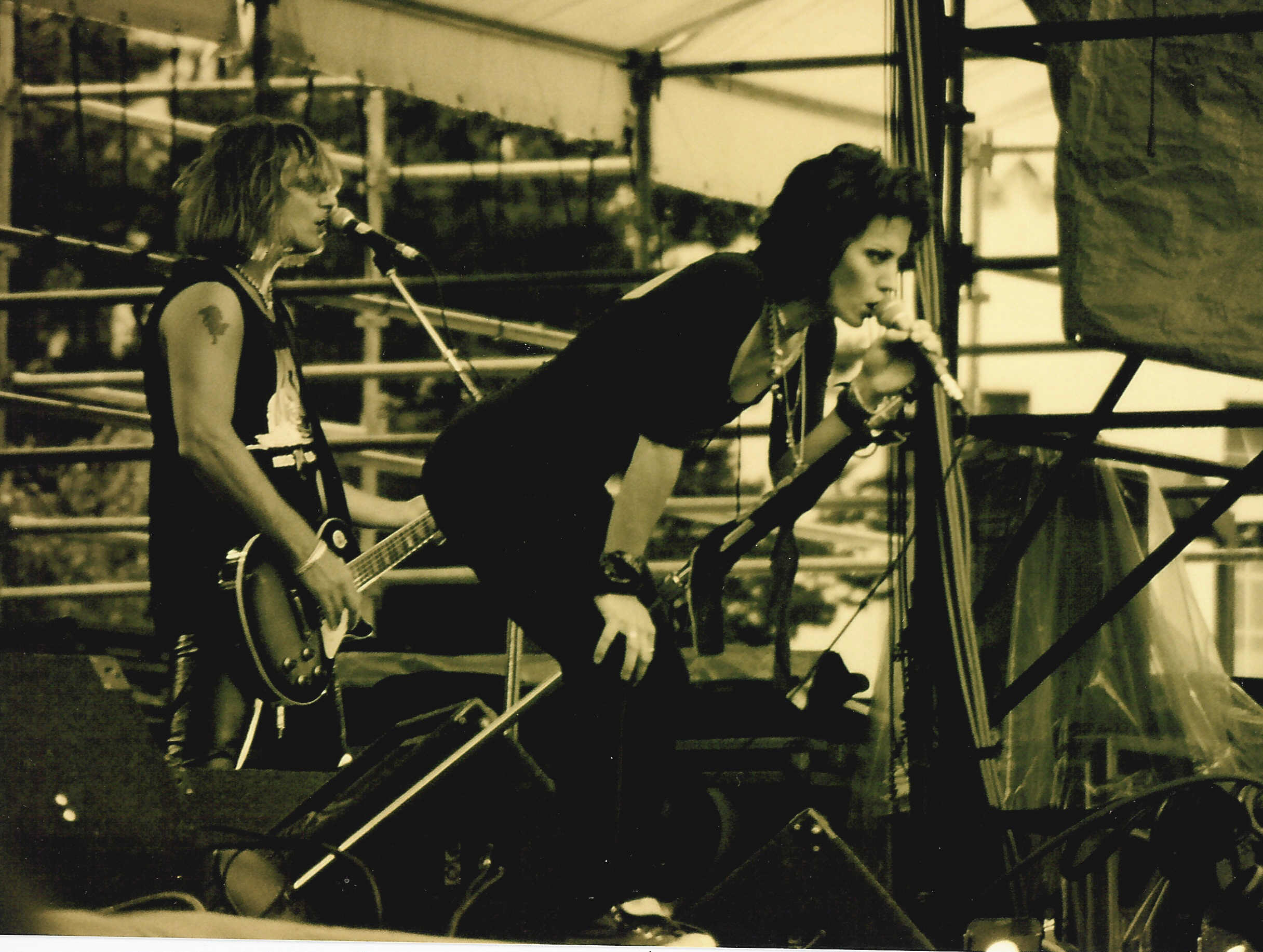
Джетт виступає наживо на фестивалі Bumbershoot у Сіетлі, штат Вашингтон, 1994 рік

Джетт повернувся до продюсування гурту Circus Lupus у 1992 році та знову, у 1994 році, для Bikini Kill. Цей запис був вініловим 7-дюймовим EP New Radio +2, на якому її можна почути на бек-вокалі. Рух Riot Grrrl розпочався на початку 1990-х із Bikini Kill як яскравим представником, і багато з цих жінок вважали Джетт зразком і натхненницею цього руху.
У 1997 році брала участь у записі альбому «We Will Fall: The Iggy Pop Tribute». Вона виконала кавер на пісню Джонні О'Кіфа «Wild One» (або «Real Wild Child»). Співпрацювала з учасниками панк-рок гурту the Gits, чию співачку і авторку текстів, Мію Запату, зґвалтували і вбили у 1993 році. Результатом їх колаборації став альбом Evil Stig та сингл «Bob», виручка з якого була спрямована на розслідування вбивства Запати. З цією метою Джетт з гуртом виступили на телевізійному шоу America's Most Wanted, звернувшись до громадськості із закликом про інформацію. Справу розв'язали у 2004 році, коли вбивцю Запати, Хесуса Мескуїлу, притягли до відповідальності і засудили.
Джетт брала участь як запрошена виконавиця на записі альбому 1999 року The Answer to Your Problems? Marky Ramone та Intruders на трек «Don't Blame Me». Вона є запрошеною вокалісткою в альбомі Peaches Impeach My Bush у треках "Boys Wanna Be Her" і «You Love It».
В жовтні 2001 року на концерті, присвяченому подіям 11 вересня в Ред-Бенку, штат Нью-Джерсі, Джоан Джетт і Брюс Спрінгстін вперше вийшли разом на сцену та виконали пісню «Light of Day».
У 2004 році Джетт і Лагуна продюсували альбом No Apologies поп-панк-гурту Eyeliners після того, як підписали їх. Джетт також знялась гостею на треку «Destroy» і мала епізодичну роль в музичному кліпі.
У 2005 році Джетт і Лагуна підписали панк-рокерів The Vacancies і продюсували їхній другий альбом A Beat Missing or a Silence Added (потрапив у топ-20 музичних чартів CMJ), а в 2007 році — третій альбом Tantrum. Того ж року Стівен Ван Зандт запросив її вести власне радіошоу на радіоканалі Van Zandt's Underground Garage на супутниковому радіо Sirius. Вона вела чотиригодинне шоу під назвою joan Jett's Radio Revolution, яке виходило кожної суботи та неділі.
У 2005 році Джетт і Лагуна відсвяткували 25-річчя Blackheart Records шоу в Webster Hall на Манхеттені, на який були розпродані всі квитки.
У червні 2006 року Джетт випустила черговий альбом Sinner на Blackheart Records. У 2006 році, щоб підтримати альбом, гурт взяв участь у фестивалі Warped Tour та провів спільний тур з Eagles of Death Metal. Такі гурти, як Antigone Rising, Valient Thorr, the Vacancies, Throw Rag і Riverboat Gamblers, мали приєднатися до туру на кілька дат кожен. Разом із Чейзом Ноулзом Джетт виконала пісню «Tearstained Letters», пісні з альбому Heart Attacks «Hellbound and Heartless».
Joan Jett & the Blackhearts виступили хедлайнерами на святі до Дня Незалежності в Альбукерке, штат Нью-Мексико, 4 липня 2007 року, на щорічному фестивалі було близько 65 000 відвідувачів. У листопаді 2007 року Joan Jett & the Blackhearts з'явилися разом з Motörhead і Alice Cooper у турі по Великобританії; Джетт відкрила 8 американських шоу під час світового туру Aerosmith у 2007 році.
Після вступу Dave Clark Five до Зали слави рок-н-ролу, 10 березня 2008 року Джетт у рамках церемонії закрила програму виконанням хіта Dave Clark Five 1964 року "Bits and Pieces". Джоан Джетт і Blackhearts з'явилися на кількох датах туру True Colours влітку 2008 року. У серпні вона відкривала сцену для Def Leppard. 19 листопада 2009 Mattel випустила ляльку Джоан Джетт Барбі. Її ім'я та образ були використані з її дозволу.

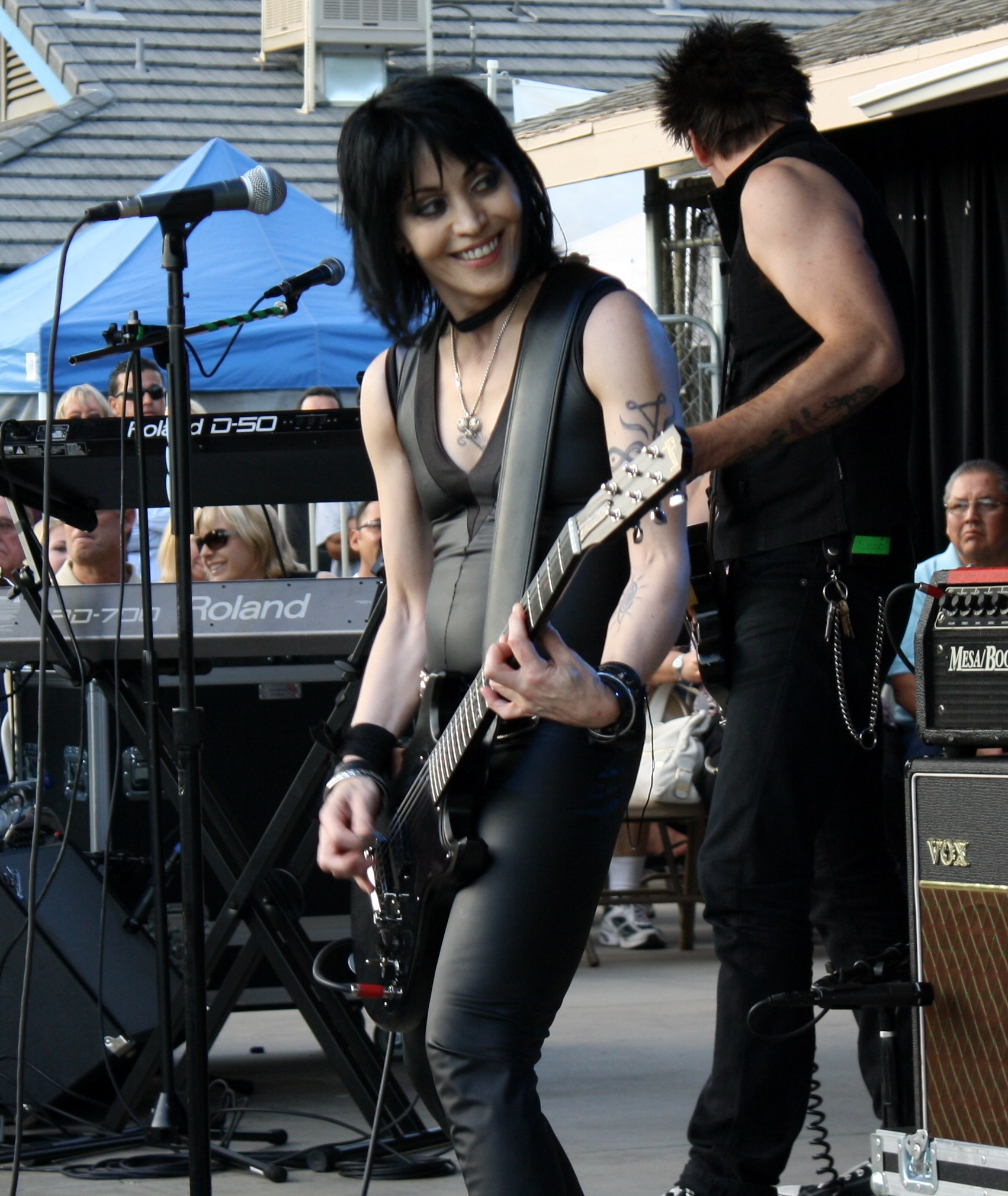
Джетт виступає наживо з Blackhearts у Бомонті, штат Каліфорнія, під час серії безкоштовних концертів 2010 року

Joan Jett & the Blackhearts стали частиною лайнапу для фестивалю Falls Music & Arts, який проводився з 29 грудня по 1 січня 2010 року в Австралії.
У березні 2010 року вийшов альбом Greatest Hits на 2 платівках / компакт-дисках з чотирма перезаписаними піснями, а також біографією в твердій обкладинці, яка охоплює кар'єру Джетт від Runaways до сьогодення (на той час). У червні 2010 року Joan Jett & the Blackhearts були на відкриттях концертів гурту Green Day у своєму турі Великобританією разом із такими виконавцями, як Френк Тернер і Paramore. Гурт виступив на розігріві канадського туру Aerosmith у вересні 2010 року.
з Blackhearts
Колишній барабанщик Blackhearts Лі Крістал (при народженні: Лі Джеймі Сакетт, 1956, Бруклін, Нью-Йорк) помер від ускладнень після розсіяного склерозу 5 листопада 2013 року у віці 57 років.
Джетт виконала головну роль і була виконавчою продюсеркою фільму «Невідомий Джон», який вийшов у 2014 році. У квітні 2014 року Джетт доєдналась колишніх учасників гурту Nirvana для виконання пісні "Smells Like Teen Spirit" для їх вступу до Зали слави рок-н-ролу. Пізніше того ж вечора вона знову приєдналася до гурту для концерту-сюрпризу в Святому Віті. У квітні 2014 року Джетт стала першою жінкою, яка отримала нагороду «Золотий Бог». Її підтримали колишні учасниці гурту — Чері Каррі та Літа Форд. 24 квітня 2014 року журнал Alternative Press провів першу в історії премію Alternative Press Music Awards, і Джетт отрима нагороду AP Icon Award. 12 липня 2014 року Джетт і Blackhearts виступили на Tropicana Field після бейсбольного матчу в Сент-Пітерсберзі, Флорида. 29 жовтня 2014 року Джетт виконала національний гімн США під час баскетбольного матчу «Нью-Йорк Нікс» — «Чикаго Буллз». Джетт і Hot Topic випустили першу спільну лінію одягу у 2014 році. В основному колекція складається з піджаків, сорочок, штанів і светрів.
У2015 році, 15 квітня Jett & the Blackhearts виступали на розігрівах The Who, які розпочали свій північноамериканський тур "The Who Hits 50!" 2015 у Тампі, Флорида. The Blackhearts виступали для Who на 42 концертах у США та Канаді, закінчивши 4 листопада у Філадельфії. 4 липня 2015 року Joan Jett & the Blackhearts були частиною святкування 20-річчя створення Foo Fighters на стадіоні RFK у Вашингтоні.
Джоан Джетт і Blackhearts включили до Зали слави рок-н-ролу в 2015 році.
У вересні 2018 року Джетт підписала угоду про дистрибуцію з Legacy Recordings Sony Music, завдяки чому каталог її музики став офіційно доступним га стрімінгових сервісах.
Джетт разом із Blackhearts у 2020 мали приєднатися до Mötley Crüe і Def Leppard у турі The Stadium Tour разом із Poison, проте тур було перенесено на літо 2021 року через пандемію COVID-19. У травні 2021 року було оголошено, що тур знову переноситься і тепер відбудеться влітку 2022 року. Джетт оголосила, що восени 2021 року вирушить у північноамериканський тур. Він завершився у вересні 2021 року в Paramount у Гантінґтоні, штат Нью-Йорк.
14 травня 2021 року було оголошено, що на честь 40-річчя перших двох альбомів Джоан Джетт, Bad Reputation і I Love Rock & Roll, Z2 Comics випускає два графічні романи під назвою Joan Jett and the Blackhearts — 40x40: Bad Reputation/I Love Rock 'n' Roll, який оживить «пісні Джетт як 20 у форматі 20 яскравих історій», що напишуть і намалюють письменниці і художниці з індустрії коміксів. Книги вийшли в листопаді 2021 року.
Джоан Джетт і Blackhearts випустили альбом Changeup 25 березня 2022 року, перший акустичний альбом, записаний гуртом. Він включав «Bad Reputation» і «Crimson and Clover». 2 червня 2023 року Джоан Джетт і Blackhearts випустили міні-альбом Mindsets із 6 піснями на ньому. Це був по суті EP, та перший випуск нового матеріалу гурту за 10 років. Влітку 2022 року Джетт відіграла вітальний концерт після пандемії на честь екстрених служб в театрі імені Гаррі Чепіна на озері округу Нассау, організований керівником округу Нассау Брюсом Блейкманом, який встановив рекорд відвідуваності у 27 000 відвідувачів.

### Інші діяльності

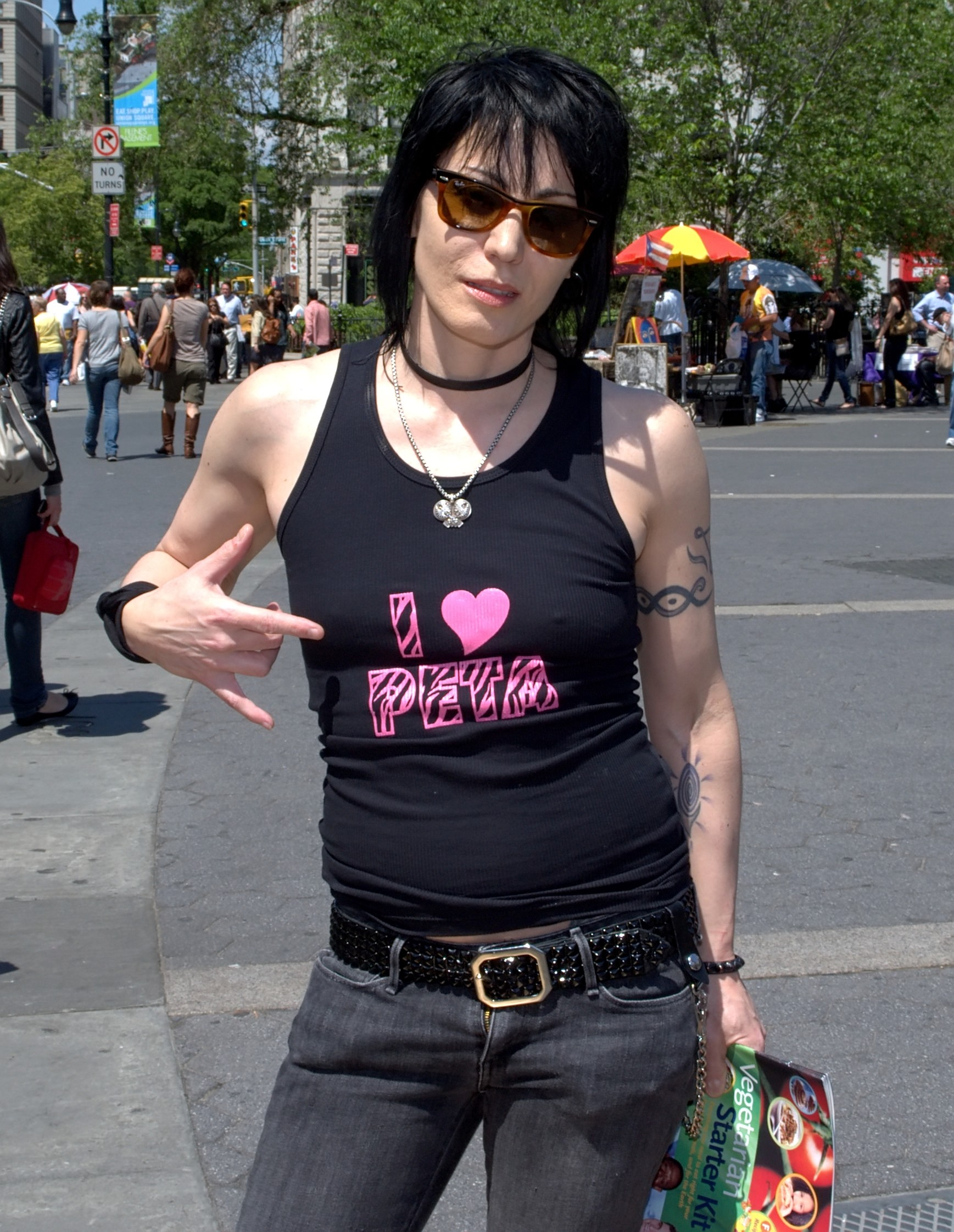
Джетт рекламує PETA на Юніон-сквер, Нью-Йорк, 2010 рік

Джетт довгий час є активісткою за права тварин в організації Люди за етичне ставлення до тварин (PETA). До Дня святого Валентина 2022 року PETA створила піцу у формі чорного серця (відсилка до Blackhearts) в рамках обмеженої співпраці з піцерією Лос-Анджелеса PIZZANISTA!.
Джоан Джетт є спортивною фанаткою і продовжує бути активно залученою у світ спорту. Композиція «Bad Reputation» використовувалась чемпіонкою Ultimate Fighting Championship серед жінок у легкій вазі Рондою Роузі як пісня для виходу на ринг в UFC 157 і у WWE. У квітні 2019 року Джетт виконала «Bad Reputation» на WWE WrestleMania 35 для виходу Роузі. Її кавер на "Love Is All Around" (основну пісню «Шоу Мері Тайлер Мур») використовувався NCAA для промоції Жіночого Фіналу Чотирьох, так само як і «Unfinished Business», яка ніколи не була випущена для комерційної реалізації. Пісня «Love Is All Around» здобула популярність на радіо і стала № 1 піснею за запитами поза альбомом. Пісні Джетт були використані для прем'єри ESPN X Games і відтоді використовувались до всіх їхніх ігор. На прохання Кела Ріпкена-молодшого вона виконала національний гімн США під час гри Baltimore Orioles, у якій він зрівняв рекорд Лу Геріга за кількістю зіграних ігор поспіль. Джетт також заспівала національний гімн на фінальній грі, яка відбулася на стадіоні «Меморіал». З 2006 по 2015 рік мелодія з її пісні «I Hate Myself for Loving You» використовувалася як музична тема для NBC Sunday Night Football із переробленим текстом та з новою назвою «Waiting All Day for Sunday Night». Починаючи з сезону 2019 року, Джетт виконує пісню з Керрі Андервуд на першому матчі Sunday Night Football.
Хоча Джетт підтримала Говарда Діна на виборах 2004 року через його опозиційну позицію до війни в Іраку, вона тим не менш залишалась послідовною прихильницею Збройних сил США протягом усієї своєї кар'єри та брала участь у турне United Service Organizations протягом понад 20 років і навіть виступала у Військовій академії США. Вона часто пояснює це тим, що не любить війни, але любить військових.

### Сатира і триб'юти
У 1983 році музичний сатирик і пародист «Дивний Ел» Янкович випустив пародію на "I Love Rock 'n' Roll" під назвою "I Love Rocky Road", змінивши у своєму образі пристрасть співачки до рок-музики пристрастю до морозива.
Її ім'я з'являється в тексті пісні Le Tigre "Hot Topic", що вийшла у 1999 році.
У 2019 році британський блогер Ladbaby випустив пародію на пісню I love Rock 'n' Roll, замінивши пристрасть співачки до рок-н-ролу на любов до сосисок у тісті. «I love Sausage Rolls» став різдвяним хітом № 1 у Великобританії.
Комік Блум Каунті мав персонажа на ім'я Тесс Турбо; її гуртом були Blackheads.
Перша поява Джетт у фільмі відбулася у фільмі з живим концертом 1981 року Urgh! Музична війна, виконавши «Bad Reputation» з Blackhearts у Ritz у Нью-Йорку.

## Обладнання
Основною гітарою Джетт є білий Gibson Melody Maker, який ми можемо почути на всіх її хітах з 1977 року. Вона купила свій перший Melody Maker у Еріка Кармена після розпаду гурту Raspberries. Щодо своєї гітари співачка одного разу заявила:
У The Runaways я грала на білому «Лес Полі». Він гарний, і він у мене все ще є, але він дохріна важкий. Я багато стрибаю та бігаю на сцені, і це справді убивало мені плечі, тому я почала шукати легшу гітару. Я почула від одного з чуваків нашої концертної компанії, що Ерік Кармен з Raspberries продавав Melody Maker, тож я врешті-решт купила її. Це гітара, на якій він грав у пісні «Go All the Way» і в усіх тих хітах [Raspberries]. Потім я грала на ній у «I Love Rock 'n' Roll», «Crimson and Clover», «Do You Want to Touch Me», «Bad Reputation»… на всіх тих ранніх записах. Вона біла, на ній немає наклейок, є тріщини на фарбі та пожовтіння від сигарет… Це неймовірна на вигляд гітара. Я тримаю її в шафі і час від часу дістаю на записи. Але мені більше навіть не потрібно використовувати її для запису, тому що у мене є гітара, яка звучить майже так само. Я справді боюся показувати оригінал. Вона має велику спадщину. Це гітара, повна хітів. 
У 2008 році Гібсон випустив «Joan Jett Signature Melody Maker». Він відрізняється від моделі Джетт тим, що має один гамбакер Burstbucker 3, гриф із чорного дерева та білий корпус із двома вирізами та чорним вініловим звукознімачем. Він продається за 839 доларів. Зараз також існує версія цієї гітари «Blackheart», випущена у 2010 році. Характеристики ідентичні, але він виконаний у чорному кольорі з червоними та перламутровими вставками в формі серця. У червні 2019 року Gibson анонсувала та випустила третю фірмову гітару для Джетт — ES-339 у кольорі вина. Гітара була випущена після двох років досліджень і розробок з Джоан Джетт.

## Особисте життя
Джетт вегетаріанка з кінця 1980-х, а також активістка за права тварин.
Джетт протягом багатьох років відмовлялася підтвердити або спростувати чутки про те, що вона лесбійка або бісексуалка. У 1994 році в інтерв'ю журналу Out вона сказала: «Я не кажу „ні“, я не кажу „так“, я кажу, що ви можете вірити у те, в що хочете. Припускайте скільки бажаєте». У 2006 році вона відповіла інтерв'юеру, який запитав її, коли вона «усвідомила себе» лесбійкою, сказавши наступне: «Я ніколи не робила жодних заяв про своє особисте життя на будь-якому рівні. Тому я не знаю, звідки люди це беруть».
У 2016 році колишня гітаристка Runaways Літа Форд розповіла у своїх мемуарах, що вона тимчасово покинула групу, тому що всі інші учасниці були «геями», сказавши: «Спочатку я дізналась, що Сенді, та, з якою я найбільше спілкувалась, була лесбійкою. Згодом дізналась, що Чері возиться з Джоан. Я була така роздратована, що пішла з команди. Коли дізналась, що всі дівчата в гурті лесбійки, не знала, як це сприймати. Я не розумію, що це було».
Джетт є пристрасною шанувальницею Baltimore Orioles.
Проживає на Лонг-Біч, штат Нью-Йорк.

## Нагороди та відзнаки
- Long Island Music Hall of Fame[en] (Class of 2006).
- Rolling Stone 100 greatest guitarists of all time (No. 87).[27]
- Gibson manufactured a signature model of her Melody Maker[en], a white double cutaway with a zebra humbucker and «kill» toggle switch.[28]
- 2012 Nanci Alexander Activist Award for her work on behalf of animal welfare.[29]
- 2013 named and awarded West Hollywood's Rock Legend.[30]
- 2014 AP Icon Award[31]
- 2014 Golden God Award[32]
- Rock and Roll Hall of Fame inductee (Class of 2015)[33]

## Дискографія

### Соло
- Joan Jett (1980); перевипущено як Bad Reputation (1981)
- The Hit List (1990)
- I Love Rock 'n Roll (1981)
- Album (1983)
- Glorious Results of a Misspent Youth (1984)
- Good Music (1986)
- Up Your Alley (1988)
- Notorious (1991)
- Pure and Simple (1994)
- Naked (2004)
- Sinner (2006)
- Unvarnished (2013)
- Changeup (2022)
- Mindsets (2023)

## Фільмографія
| Рік  | Фільм                                 | Роль                          | Примітки                                                   |
| ---- | ------------------------------------- | ----------------------------- | ---------------------------------------------------------- |
| 1978 | Rock 'N Roll Sports Classic           | Грає саму себе                |                                                            |
| 1981 | Urgh! A Music War                     | Грає саму себе                |                                                            |
| 1983 | Top '82                               | Грає саму себе                |                                                            |
| 1987 | Light of Day                          | Патті Раснік                  |                                                            |
| 1992 | Highlander: The Series                | Феліція Мартінс               | TV episode: «Free Fall»                                    |
| 1997 | Ellen                                 | Грає саму себе                | Episode: «Hello Muddah, Hello Faddah»                      |
| 1998 | Boogie Boy                            | «Jerk»                        |                                                            |
| 2000 | Walker, Texas Ranger                  | Дірде Гарріс                  | Episode: «Wedding Bells: Part 1»                           |
| 2001 | By Hook or by Crook                   | News Interviewee              |                                                            |
| 2003 | The Sweet Life                        | Шеррі                         |                                                            |
| 2004 | Godly Boyish                          | Оповідачка                    | Голос                                                      |
| 2008 | Law & Order: Criminal Intent          | Сільвія Роудс                 | Episode: «Reunion»                                         |
| 2008 | Repo! The Genetic Opera               | Guitar Player                 |                                                            |
| 2008 | Lock and Roll Forever                 | Шарлотта Суперзірка           |                                                            |
| 2009 | Endless Bummer                        | Дель                          |                                                            |
| 2010 | Multiple Sarcasms                     | Грає саму себе                |                                                            |
| 2013 | National Lampoon Presents: Surf Party | Дель                          |                                                            |
| 2014 | Big Driver                            | Бетсі Ніл                     |                                                            |
| 2015 | Sex & Drugs & Rock & Roll             | Грає саму себе                | Episode: «Lust for Life»                                   |
| 2016 | The Muppets                           | Грає саму себе                | Episode: «A Tail of Two Piggies»                           |
| 2016 | Ordinary World                        | Грає саму себе                | Cameo                                                      |
| 2018 | Steven Universe                       | Sunshine Justice              | Episode: «The Big Show»                                    |
| 2018 | Mozart in the Jungle                  | Грає саму себе                | Episode: «I Want You to Think of Me»                       |
| 2018 | Bad Reputation                        | Грає саму себе                | documentary                                                |
| 2019 | NBC Sunday Night Football             | Грає саму себе                | Theme Song Performer with Carrie Underwood 2019 NFL season |
| 2019 | CMA Music Festival                    | Herself with Carrie Underwood | TV special                                                 |
| 2019 | Undateable John                       | Роксі                         |                                                            |
| 2020 | Kipo and the Age of Wonderbeasts      | Camille (голос)               | Episode: «Cactus Town»                                     |
| 2022 | Bubble Guppies                        | Lead Rattler                  | Episode: «Race to the Oasis!»                              |